# 金針獎
金針獎是由香港電台舉辦的十大中文金曲所評選出的樂壇最高榮譽大獎，於1982年首次頒發，以表揚個別從事音樂行業者在香港音樂領域的卓越成就和貢獻。金針獎並不拘泥於流行音樂領域，評選範圍亦包括戲劇、古典音樂以及民樂。

## 歷史
此獎項於1982年（第四屆，1981年度）首次以「最高榮譽獎」名義頒發，1984年（第六屆，1983年度）稱為「香港電台榮譽獎」，由1985年（第七屆，1984年度）起易名為「金針獎」。得獎者有個人亦有團體；亦不固定每年頒發，過去則最多連續兩屆從缺，期間亦設有其他相當於金針獎的榮誉獎项。金針獎獲同業認同為香港音樂領域獎項中的最高榮譽，在華語樂壇亦有廣泛的影響力，權威性備受尊重；同類獎項為由香港作曲家及作詞家協會（CASH）於每年度CASH金帆音樂獎上所頒發的「CASH音樂成就大獎」。
2022年7月24日，香港電台及無綫電視合辦一次性性質的「香港金曲頒獎典禮 2021/2022」，以取代過去兩台分別舉辦的「十大中文金曲頒獎音樂會」及「勁歌金曲頒獎典禮」，當年度的金針獎亦因而被香港金曲頒獎典禮中頒發的「香港金曲榮譽大獎」所取代。
2023年5月6日，香港電台復辦「廣播九十五周年十大中文金曲」，並特別頒發「廣播九十五周年金曲榮譽大獎」。

## 獲獎者
在眾多金針獎獲獎者中，有歌手、劇作家、作曲人、填詞人、製作人及樂團，其中包括過世多年者，如唐滌生（1959年過世，1986年獲獎）、陳百強（1993年過世，2009年獲獎）和鄧麗君（1995年過世，同一年獲獎），鄧麗君是首位也是目前唯一一位同獲台灣、香港兩地音樂終身成就獎的歌手。獲獎者中亦不乏填詞人，如陳蝶衣、黃霑、鄭國江、林振強、林夕、盧國沾等。歷屆金針獎最年輕的得主是分別於1988年和1998年得獎的钟镇涛（以溫拿樂隊成員名义）和梅艷芳，二人獲獎時均是35歲。

## 颁奖嘉宾
金針獎一般為廣播處長頒發給獲獎者，但亦偶爾會由大會邀請樂壇重量級人物為得獎人進行頒獎，如日本樂壇巨匠谷村新司專門到香港，為1996年度金針獎獲得者譚詠麟頒獎。前任得主為現任得主頒獎的情況也曾出現在2000年的頒獎典禮中，1999年金針獎獲得者張國榮親自從日本飛回香港，為當屆獲獎者張學友頒獎。而在2008年的頒獎典禮中，資深音樂人羅大佑則特意自台灣飛到香港，為2008年金針獎獲得者林夕頒獎，而2000年獲獎人張學友更親自獻唱其與林夕合作的作品，以表彰他長期以來為樂壇做出的貢獻。

## 歷屆獲獎者
| 屆別（年度）     | 獲獎者       | 獲獎身分                   | 獲獎時年齡                                               | 頒獎者                                               |
| ---------------- | ------------ | -------------------------- | -------------------------------------------------------- | ---------------------------------------------------- |
| 第1屆（1978年）  | 獎項尚未設立 | 不適用                     | 不適用                                                   | 不適用                                               |
| 第2屆（1979年）  | 獎項尚未設立 | 不適用                     | 不適用                                                   | 不適用                                               |
| 第3屆（1980年）  | 獎項尚未設立 | 不適用                     | 不適用                                                   | 不適用                                               |
| 第4屆（1981年）  | 顧嘉煇       | 音樂製作人、作曲人         | 50                                                       | 五輪真弓                                             |
| 第5屆（1982年）  | 從缺         | 不適用                     | 不適用                                                   | 不適用                                               |
| 第6屆（1983年）  | 奧金寶       | 音樂製作人、編曲人、作曲人 | 51                                                       | 顧嘉煇                                               |
| 第7屆（1984年）  | 劉東         | 音樂製作人、唱片公司創辦人 | 待查                                                     | 待查                                                 |
| 第8屆（1985年）  | 許冠傑       | 填詞人、作曲人、歌手       | 37                                                       | 鄒文懷                                               |
| 第9屆（1986年）  | 唐滌生       | 粵劇劇作家                 | －（追頒，1959年過世；由唐滌生夫人鄭孟霞代領）           | 紅線女                                               |
| 第10屆（1987年） | 陳蝶衣       | 填詞人                     | 80                                                       | 姚莉                                                 |
| 第11屆（1988年） | 溫拿樂隊     | 樂隊                       | 35 - 37                                                  | 黃霑                                                 |
| 第12屆（1989年） | 徐小鳳       | 歌手                       | 40                                                       | 查良鏞                                               |
| 第13屆（1990年） | 黃霑         | 作曲人、填詞人             | 49                                                       | 梁日昭、顧嘉煇                                       |
| 第14屆（1991年） | 羅文         | 歌手                       | 46                                                       | 黃霑、顧嘉煇                                         |
| 第15屆（1992年） | 鄭國江       | 填詞人                     | 51                                                       | 徐小鳳                                               |
| 第16屆（1993年） | 從缺         | 不適用                     | 不適用                                                   | 不適用                                               |
| 第17屆（1994年） | 林子祥       | 作曲人、歌手               | 47                                                       | 徐小鳳                                               |
| 第18屆（1995年） | 鄧麗君       | 歌手                       | －（追頒，同年過世；由鄧麗君二兄鄧長順、五弟鄧長禧代領） | 劉娟娟、何莉莉                                       |
| 第19屆（1996年） | 譚詠麟       | 作曲人、歌手               | 46                                                       | 谷村新司                                             |
| 第20屆（1997年） | 從缺         | 不適用                     | 不適用                                                   | 不適用                                               |
| 第21屆（1998年） | 梅艷芳       | 歌手                       | 35                                                       | 譚詠麟、釋永惺法師、釋覺光法師                       |
| 第22屆（1999年） | 張國榮       | 作曲人、歌手               | 43                                                       | 陳寶珠                                               |
| 第23屆（2000年） | 張學友       | 歌手                       | 39                                                       | 張國榮                                               |
| 第24屆（2001年） | 從缺         | 不適用                     | 不適用                                                   | 不適用                                               |
| 第25屆（2002年） | 從缺         | 不適用                     | 不適用                                                   | 不適用                                               |
| 第26屆（2003年） | 林振強       | 填詞人                     | －（追頒，同年過世；由林振強胞姊林燕妮代領）             | 時任廣播處長朱培慶                                   |
| 第27屆（2004年） | 汪明荃       | 歌手、粵劇演員             | 57                                                       | 時任中華人民共和國外交部駐香港特別行政區特派員楊文昌 |
| 第28屆（2005年） | 香港中樂團   | 樂團                       | －（由香港中樂團藝術總監兼首席指揮閻惠昌代表接受）       | 時任廣播處長朱培慶、時任保良局主席杜偉強             |
| 第29屆（2006年） | 鄭少秋       | 歌手                       | 59                                                       | 時任香港賽馬會主席陳祖澤                             |
| 第30屆（2007年） | 杜麗莎       | 歌手、歌唱老師             | 50                                                       | 時任香港賽馬會主席陳祖澤                             |
| 第31屆（2008年） | 林夕         | 填詞人                     | 47                                                       | 羅大佑                                               |
| 第32屆（2009年） | 陳百強       | 作曲人、歌手               | －（追頒，1993年過世；由陳百強父親陳鵬飛代領）           | 時任廣播處長黃華麒                                   |
| 第33屆（2010年） | 葉蒨文       | 歌手                       | 49                                                       | 朱玲玲                                               |
| 第34屆（2011年） | 甄妮         | 歌手                       | 58                                                       | 謝賢                                                 |
| 第35屆（2012年） | 從缺         | 不適用                     | 不適用                                                   | 不適用                                               |
| 第36屆（2013年） | 從缺         | 不適用                     | 不適用                                                   | 不適用                                               |
| 第37屆（2014年） | 盧國沾       | 填詞人                     | 66                                                       | 時任副廣播處長戴健文                                 |
| 第38屆（2015年） | 鍾鎮濤       | 歌手                       | 62                                                       | 譚詠麟                                               |
| 第39屆（2016年） | 太極樂隊     | 樂隊                       | 50 - 57                                                  | 林子祥                                               |
| 第40屆（2017年） | 從缺         | 不適用                     | 不適用                                                   | 不適用                                               |
| 第41屆（2018年） | 達明一派     | 樂隊                       | 56 - 57                                                  | 俞琤                                                 |
| 第42屆（2019年） | 從缺         | 不適用                     | 不適用                                                   | 不適用                                               |
| 第43屆（2020年） | 從缺         | 不適用                     | 不適用                                                   | 不適用                                               |
| 2021年           | 從缺         | 不適用                     | 不適用                                                   | 不適用                                               |
| 第44屆（2022年） | 從缺         | 不適用                     | 不適用                                                   | 不適用                                               |
| 第45屆（2023年） | 從缺         | 不適用                     | 不適用                                                   | 不適用                                               |
| 第46屆（2024年） | 從缺         | 不適用                     | 不適用                                                   | 不適用                                               |

## 外部連結
- 歷年十大中文金曲頒獎音樂會（第一屆至第卅三屆）（页面存档备份，存于）
- 第卅八屆十大中文金曲頒獎音樂會之過去六屆獎項回顧（第卅二屆至第卅七屆）（页面存档备份，存于）